# Orgy of the Dead
Pour plus de détails, voir Fiche technique et Distribution.
Orgy of the Dead est un film américain réalisé par Stephen C. Apostolof, sorti en 1965, d'après un roman d'Ed Wood.

## Synopsis
John et sa petite-amie Shirley partent à la recherche d’un cimetière afin que John trouve l’inspiration pour écrire son prochain roman. Alors qu’ils errent parmi les sépultures, ils assistent à une bien funeste cérémonie.

## Fiche technique
- Titre : Orgy of the Dead
- Réalisation : Stephen C. Apostolof
- Scénario : Ed Wood d'après son roman
- Production : Stephen C. Apostolof, William Bates, L.S. Jensen et Neil B. Stein
- Photographie : Robert Caramico
- Pays d'origine : États-Unis
- Format : 1,85:1 - Mono
- Genre : Horreur, Fantastique
- Durée : 92 minutes
- Date de sortie : 1965

## Distribution
- Criswell : The Emperor
- Fawn Silver : The Black Ghoul
- Pat Barrington :  Shirley / Gold Girl
- William Bates :  Bob
- Mickey Jines : Hawaiian Dance
- Barbara Nordin : Skeleton Dance
- Bunny Glaser : Indian Dance